# Prieuré Saint-Jean-en-Grève
Le prieuré Saint-Jean-en-Grève, situé à l'est du centre-ville de Blois, est un ancien établissement religieux ayant appartenu à l'abbaye de Pontlevoy. Le prieuré a existé dès la fin du XIe siècle jusqu’à sa dissolution durant la Révolution française.

## Histoire
Au début du XIe siècle, le comte Eudes II de Blois dédommage son vassal Guelduin pour la perte de Saumur en lui offrant les terres de Chaumont et de Pontlevoy, où ce-dernier fonda l'abbaye de Pontlevoy.
Néanmoins, les guerres incessantes entre les comtés de Blois et d'Anjou menacent les activités du monastère pontilévien, où une bataille a lieu en 1044. Le comte Thibaud III cède ainsi à la fin du XIe siècle un terrain supplémentaire dans la banlieue est de Blois, sur la rive droite de la Loire. Un prieuré et une église sont ainsi construits vers 1089, comme l'atteste une charte signée par le comte Étienne, fils du précédent. Cette même charte confirme la donation par Thibaud III d'autres titres de propriété et privilèges, dont deux moulins se situant sur le pont Saint-Louis, la dîme du marché aux légumes, le revenu d'une écluse située devant le prieuré, le droit de pêche dans la Loire le jeudi, le droit de passage dans les forêts du comté ainsi que le libre droit d'exploitation du bois dans celles-ci. Tous ces privilèges furent accordés à une condition : qu'au moins 7 moines de l'abbaye de Pontlevoy résident de manière permanente au sein d'un prieuré conventuel. Néanmoins, cette condition sera difficilement mise en pratique par les moines, en particulier après les guerres de Religion. En 1642, il ne restait en effet qu'un seul moine au sein du prieuré. 
Jusqu'en 1697, la juridiction du prieuré s'appliquait sur l'ensemble du bourg Saint-Jean, en incluant également le Haut-Bourg ; après cette date, l'ensemble de la ville passe sous la juridiction de la cathédrale de Blois. 
Les édifices datant du XIIIe siècle étaient encore majoritaires au XVIIIe siècle, mais la quasi-totalité du prieuré a été depuis rénovée. La grange et le cellier, tous deux classés parmi les monuments historiques de la ville, sont possiblement encore de cette période.

## Sources
1. 1 2  Annie Cosperec, « Blois, la Forme d'une ville » , sur calameo.com, 1994, p. 34, 85
2. 1 2  « Le site des clochers de la France :: BLOIS (41000) », sur lafrancedesclochers.clicforum.com (consulté le 18 septembre 2023)
3. 1 2  Bergevin et Dupré, 1846, volume 2, p. 429–432.
4. ↑  Bergevin et Dupré, 1846, volume 2, p. 329.